# Пять невест (фильм, 1930)
«Пять неве́ст» (укр. П’ять наречених) — немой чёрно-белый фильм, снятый Одесской кинофабрикой Всеукраинского фотокиноуправления (ВУФКУ), в 1930 году.

## Сюжет
1919 год. Петлюровский отряд приближается к еврейскому местечку. Беднота, запуганная богатеями, безмолвно ожидает очередного погрома. И только незначительная часть молодёжи уходит к красным партизанам. Петлюровцы легко занимают селение и требуют пять девушек-наложниц. Раввины уговаривают еврейские семьи отдать своих дочерей ради спасения рода. Девушек одевают в подвенечные платья и ведут к разгулявшимся офицерам… Картина заканчивается разгромом петлюровцев красными партизанами.

## В ролях
- Амвросий Бучма — Йоселе / Лейзере
- Тамара Адельгейм — Мирра (первая невеста)
- Матвей Ляров — сельский богач
- Степан Шагайда — начальник петлюровцев
- Р. Рами-Шор — вторая невеста
- Ю. Кошевская — третья невеста
- Татьяна Токарская — четвёртая невеста
- З. Цисс — пятая невеста
- Б. Шелестов-Заузе — петлюровский офицер
- В. Крицкий — петлюровский офицер
- И. Маликов-Эльворти — петлюровский офицер
- А. Харитонов — петлюровский офицер
- Иосиф Миндлин — еврей
- Анна Мещерская — старуха, мать еврея
- А. Истомин — петлюровский сотник
- Д. Тюрчин — Исаак (молодой комсомолец)

## Съёмочная группа
- Режиссёр — Александр Соловьев
- Автор сценария — Давид Марьян
- Художник-постановщик — Иосиф Шпинель
- Оператор — Альберт Кюн